# TM2D1
TM2D1 (англ. TM2 domain containing 1) – білок, який кодується однойменним геном, розташованим у людей на короткому плечі 1-ї хромосоми.  Довжина поліпептидного ланцюга білка становить 207 амінокислот, а молекулярна маса — 22 327.
| 10         |  | 20         |  | 30         |  | 40         |  | 50         |
| ---------- |  | ---------- |  | ---------- |  | ---------- |  | ---------- |
| MAAAWPSGPS |  | APEAVTARLV |  | GVLWFVSVTT |  | GPWGAVATSA |  | GGEESLKCED |
| LKVGQYICKD |  | PKINDATQEP |  | VNCTNYTAHV |  | SCFPAPNITC |  | KDSSGNETHF |
| TGNEVGFFKP |  | ISCRNVNGYS |  | YKVAVALSLF |  | LGWLGADRFY |  | LGYPALGLLK |
| FCTVGFCGIG |  | SLIDFILISM |  | QIVGPSDGSS |  | YIIDYYGTRL |  | TRLSITNETF |
| RKTQLYP    |  |            |  |            |  |            |  |            |

A: Аланін

C: Цистеїн

D: Аспарагінова кислота

E: Глутамінова кислота

F: Фенілаланін

G: Гліцин

H: Гістидин

I: Ізолейцин

K: Лізин

L: Лейцин

M: Метіонін

N: Аспарагін

P: Пролін

Q: Глутамін

R: Аргінін

S: Серин

T: Треонін

V: Валін

W: Триптофан

Задіяний у такому біологічному процесі як апоптоз. 
Локалізований у мембрані.